# Anna Blomeier
Anna Blomeier (* 17. August 1978 in Konstanz) ist eine deutsche Schauspielerin.

## Leben und Karriere
Anna Blomeier absolvierte von 1999 bis 2003 eine Ausbildung an der Hochschule für Musik, Theater und Medien in Hannover. Von 2003 bis 2008 war sie festes Ensemblemitglied am Thalia Theater in Hamburg und anschließend bis 2010 am Centraltheater Leipzig, danach Gast in Theatern in Zürich, Köln und Düsseldorf. Seit der Spielzeit 2018/19 ist sie wieder am Thalia Theater.
Blomeier hatte Rollen in Fernsehserien wie zum Beispiel SOKO Leipzig oder Mord mit Aussicht. 2002 spielte sie im Fernsehfilm Der Elefant – Mord verjährt nie die Rolle der Nicole Leschkov. Im Film Requiem (2006) agierte sie in der Rolle der Hanna Imhof. Im Spielfilm Goethe! (2010) verkörperte sie die Rolle einer Chordame. Von 2013 bis 2017 war sie an der Seite Christian Berkels als Kommissarin Esther Rubens in der ZDF-Krimiserie Der Kriminalist zu sehen. In der sechsten Folge der 12. Staffel starb sie den Serientod.
Für das Buch Glück reimt sich nicht auf Leben, na ja, so ist das eben ihres Schauspielerkollegen Bjarne Mädel fertigte sie die Illustrationen an.

## Filmografie (Auswahl)
- 2000: Totengräber (Kurzfilm)
- 2002: Der Elefant – Mord verjährt nie (Fernsehfilm)
- 2003: Edel & Starck (Fernsehserie, eine Episode)
- 2006: Requiem
- 2010: SOKO Leipzig (Fernsehserie, eine Episode)
- 2010: Goethe!
- 2011: Monika
- 2012: Once Again (Kurzfilm)
- 2012: 1949 (Kurzfilm)
- 2012: Ein starkes Team: Eine Tote zuviel (Fernsehfilm)
- 2012: Mord mit Aussicht (Fernsehserie, eine Episode)
- 2013: Die Frau, die sich traut
- 2013: Schwestern
- 2013–2017: Der Kriminalist (Fernsehserie, 36 Episoden)
- 2014: Die Auserwählten (Fernsehfilm)
- 2014: Weiter als der Ozean (Fernsehfilm)
- 2016/17: Frau Temme sucht das Glück (Fernsehserie, durchgehende Rolle, 6 Episoden)
- 2017: Charlotte Link – Die letzte Spur
- 2019: Dein Leben gehört mir
- 2019: SOKO Leipzig (Fernsehserie, eine Episode)
- 2019: Heldt (Fernsehserie, eine Episode)
- 2021: Sarah Kohr – Schutzbefohlen (Fernsehreihe)
- 2021: Die Saat
- 2021: Ein großes Versprechen
- 2022: SOKO Potsdam (Fernsehserie, Folge Tödlicher Sonnenschein)
- 2024: Stiller und das große Schweigen
- 2025: Die Kanzlei: Altes Eisen (Fernsehserie)